# SummerSlam (1996)
SummerSlam (1996) foi o nono evento anual do SummerSlam, promovido pela World Wrestling Federation (WWF, agora WWE) e transmitido por pay-per-view.Aconteceu dia 18 de agosto de 1996 no Gund Arena em Cleveland, Ohio. Nove lutas foram disputadas no evento, incluindo uma luta no pré-show Free for All.

## Produção

### Conceito
O SummerSlam é um pay-per-view (PPV) anual produzido todo mês de agosto pela World Wrestling Federation (WWF, agora WWE) desde 1988. Apelidado de "A Maior Festa do Verão", é um dos quatro pay-per-views originais da promoção, junto com WrestleMania, Royal Rumble e Survivor Series, e era considerado um dos "Cinco Grandes" PPVs, junto com o King of the Ring. Desde então, passou a ser considerado o segundo maior evento do ano da WWF, atrás apenas da WrestleMania. O evento de 1996 foi o nono evento da cronologia do SummerSlam e estava programado para ser realizado em 18 de agosto de 1996, na Gund Arena em Cleveland, Ohio.
Farooq Asad tinha sido programado para enfrentar Ahmed Johnson em um combate pelo WWF Intercontinental Championship no evento, mas o combate não aconteceu devido á Johnson ter sido legitimamente ferido.

### Rivalidades
O SummerSlam consistiu em lutas de wrestling profissional envolvendo lutadores que faziam parte de rivalidades e histórias previamente estabelecidas, desenvolvidas no Monday Night Raw — principal programa televisivo da WWF. Os lutadores assumiam os papéis de heróis ou vilões enquanto seguiam uma sequência de acontecimentos que aumentavam a tensão, culminando em uma luta ou série de lutas no evento.

## Evento

### Lutas preliminares
A luta de abertura, que foi exibida na parte "Free for All" da transmissão, foi uma luta individual entre Stone Cold Steve Austin e Yokozuna. A luta terminou quando a corda superior rompeu enquanto Yokozuna tentava um Banzai Drop (senton sentado), permitindo que Austin o prendesse para uma vitória surpreendente.
Todd Pettengill apresentou a festa "Bikini Beach Blast-Off" durante o Free for All, onde uma piscina foi montada para todos. Os convidados incluíram Sunny, Sable, Marc Mero, The Smoking Gunns, Marlena, Goldust, T.L. Hopper, Who, Jerry Lawler, The Bushwhackers, Aldo Montoya, Hunter Hearst Helmsley e Shawn Michaels.
A segunda luta, e a primeira a ser exibida no pay-per-view propriamente dito, foi uma luta individual entre Owen Hart e Savio Vega. Durante a luta, Hart usou uma tipoia ortopédica em seu braço esquerdo. A luta terminou quando Hart acertou Vega com sua tipoia e depois aplicou o Sharpshooter, derrotando Vega por submissão. Após a luta, Justin Hawk Bradshaw atacou Vega.
A terceira luta viu os Campeões de Duplas da WWF The Smoking Gunns defenderem seus títulos contra The Bodydonnas, The Godwinns e The New Rockers em uma luta de eliminação entre quatro equipes. The Bodydonnas foram os primeiros eliminados depois que Marty Jannetty tropeçou Zip, permitindo que Billy Gunn o prendesse. The New Rockers foram a próxima equipe eliminada quando Henry O. Godwinn prendeu Leif Cassidy após um Slop Drop (DDT reverso). The Smoking Gunns venceram a luta e retiveram seus títulos quando Bart Gunn aplicou um diving double axe handle em Phineas I. Godwinn, permitindo que Billy Gunn o prendesse. Após a luta, a empresária dos Smoking Gunns, Sunny, revelou uma grande foto dela mesma.
A quarta luta foi uma luta individual entre The British Bulldog e Sycho Sid. Sid venceu a luta por pinfall após aplicar um chokeslam e um powerbomb em British Bulldog.
A quinta luta foi uma luta individual entre Goldust e Marc Mero. Goldust venceu a luta por pinfall após aplicar um Curtain Call (lifting inverted DDT).
A sexta luta foi uma luta individual entre Jake "The Snake" Roberts e Jerry "The King" Lawler. Lawler venceu a luta por pinfall após acertar Roberts com uma garrafa de uísque Jim Beam. Após a luta, Lawler despejou uísque sobre Roberts até ser impedido por Mark Henry.
A penúltima luta foi a primeira Boiler Room Brawl da história, especialidade de Mankind. Mankind enfrentaria The Undertaker, a quem vinha assediando e atacando aleatoriamente há meses. Mankind frequentemente se escondia na escuridão da sala de caldeiras de uma arena (também conhecida como sala mecânica), que era geralmente quente e empoeirada, onde ficava a maior parte da infraestrutura interna da arena. A luta começou com The Undertaker entrando na sala de caldeiras da Gund Arena para procurar seu arqui-inimigo, mas Mankind atacou primeiro e então eles brigaram por 30 minutos na sala de caldeiras, nos corredores da arena, na rampa de entrada e finalmente no ringue, onde Paul Bearer esperava que um dos lutadores pegasse sua urna, o objetivo vencedor da luta. Bearer traiu seu antigo protegido, The Undertaker, para se aliar a Mankind.

### Evento principal

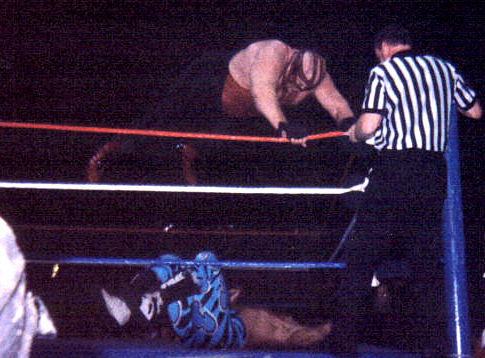
Vader (topo) enfrentou Shawn Michaels (abaixo) pelo WWF Championship no evento principal do SummerSlam.

O evento principal viu Shawn Michaels defender o WWF Championship contra Vader. Vader originalmente venceu a luta duas vezes, primeiro por countout (após lançar Michaels sobre a grade de proteção) e depois por desqualificação (quando Michaels acertou Vader repetidamente com a raquete de tênis de Cornette), mas como títulos da WWF só podem mudar de mãos por pinfall ou submissão, Cornette exigiu que a luta recomeçasse ambas as vezes. O presidente da WWF, Gorilla Monsoon, permitiu isso quando Michaels concordou. Michaels então prendeu Vader após aplicar um moonsault, assim retendo seu título.

## Após o evento
A rivalidade do evento principal entre Shawn Michaels e Vader deveria continuar até o Survivor Series daquele ano, com Vader conquistando o WWF Championship de Michaels. No entanto, devido a várias supostas falhas cometidas por Vader durante a luta, Michaels expressou sua frustração nos bastidores sobre a execução do combate, o que resultou na perda do push de Vader. Michaels acabaria perdendo o título para Sycho Sid no Survivor Series, mas recuperaria o título rapidamente de Sid em janeiro de 1997, e continuaria se recusando a perder para outros lutadores de topo, assim como já havia se recusado a perder para Vader.

## Resultados
| Nº                                          | Resultados | Estipulações                                                       | Tempo |
| ------------------------------------------- | --- | ------------------------------------------------------------------ | ----- |
| Free For All                                | Stone Cold Steve Austin derrotou Yokozuna | Luta individual                                                    | 1:52  |
| 1                                           | Owen Hart derrotou Savio Vega | Luta individual                                                    | 13:23 |
| 2                                           | The Smoking Gunns (Billy e Bart Gunn) (c) (com Sunny) derrotaram The Bodydonnas (Skip e Zip), The New Rockers (Marty Jannetty e Leif Cassidy) e The Godwinns (Henry O. Godwinn e Phineas I. Godwinn) (com Hillbilly Jim) | Luta de quatro duplas de eliminação pelo WWF Tag Team Championship | 12:18 |
| 3                                           | Sycho Sid derrotou The British Bulldog | Luta individual                                                    | 6:24  |
| 4                                           | Goldust (com Marlena) derrotou Marc Mero (com Sable) | Luta individual                                                    | 11:01 |
| 5                                           | Jerry Lawler derrotou Jake Roberts | Luta individual                                                    | 4:07  |
| 6                                           | Mankind derrotou The Undertaker (com Paul Bearer) | Luta Boiler Room                                                   | 26:40 |
| 7                                           | Shawn Michaels (c) (com José Lothario) derrotou Vader (com Jim Cornette) | Luta individual pelo WWF Championship                              | 28:59 |
| (c) – Refere-se aos campeões antes da luta. | |                                                                    |       |